# Come Home to Mama
Come Home to Mama è il terzo album in studio della cantautrice statunitense di origine canadese Martha Wainwright, pubblicato nel 2012.

## Tracce
Tutte le tracce sono di Martha Wainwright tranne dove indicato.
1. I Am Sorry – 2:53
2. Can You Believe It? – 3:24
3. Radio Star – 3:57
4. Proserpina (Kate McGarrigle) – 4:05
5. Leave Behind – 3:51
6. Four Black Sheep – 4:25
7. Some People – 3:10
8. I Wanna Make an Arrest – 3:47
9. All Your Clothes – 4:21
10. Everything Wrong – 4:22